# Eyvin Hernández
Eyvin Hernández es un abogado estadounidense de origen salvadoreño que ha trabajado en la Oficina del Defensor Público del Condado de Los Ángeles, en California. Hernández fue encarcelado en Venezuela tras ser detenido por agentes militares en marzo de 2022. Fue liberado el 20 de diciembre de 2023.

## Educación y carrera
De niño, los padres de Hernández huyeron de la guerra civil de El Salvador y emigraron a la zona de Los Ángeles. Se graduó en la Universidad de California en Los Ángeles y en la Facultad de Derecho de la UCLA.
Después de graduarse de la facultad de derecho, Hernández rechazó trabajos lucrativos en la industria legal para trabajar como defensor público adjunto para el Defensor Público del Condado de Los Ángeles en California. Como defensor público, Hernández ha representado a personas indigentes y personas sin hogar en Los Ángeles. También tiene trayectoria en el activismo sindical.

## Detención
En las semanas anteriores a su detención, Hernández había viajado a Colombia, donde ya había estado en varias ocasiones. Antes de regresar a casa tras su viaje, acompañó a un amigo a la frontera del departamento de Norte de Santander, en Colombia, y el estado Táchira, Venezuela,una zona fronteriza peligrosa.El 31 de marzo de 2022, Hernández fue detenido cerca de esta frontera por agentes militares venezolanos.La familia de Hernández ha declarado que él no tenía intención de entrar en Venezuela.
Hernández fue acusado de entrada ilegal en el país, asociación para delinquir y conspiración, cargos imputables con hasta dieciséis años de prisión. Fue encarcelado en una prisión de máxima seguridad en Caracas junto con otros dos estadounidenses.

## Reacciones
El hermano de Hernández, Henry Martínez, declaró a Associated Press: «Toda mi familia extraña profundamente a mi hermano. Ha trabajado toda su carrera al servicio de las personas marginadas y es verdaderamente el mejor de nosotros. Esperamos y rezamos para que Eyvin pueda regresar a casa muy pronto tras esta detención errónea."Martínez apareció en Noticias Univision y pidió a los congresistas de Estados Unidos que hicieran más para conseguir la liberación de su hermano.La familia también le ha pedido al gobierno estadounidense a hacer más para devolver a Eyvin a casa.La familia de Hernández forma parte de la campaña Bring Our Families Home (español: Traigan a nuestras familias a casa) que aboga la liberación a los detenidos arbitrariamente y a los rehenes. Su imagen aparece en un mural de 4,5 metros en Georgetown, Washington D. C., junto con la de otros estadounidenses detenidos injustamente en el extranjero.
En abril, el Departamento de Estado emitió un aviso de viaje sobre las amenazas a estadounidenses a lo largo de la frontera entre Venezuela y Colombia.
Posteriormente, el Departamento de Estado de Estados Unidos confirmó la detención de ciudadanos estadounidenses en Venezuela y emitió la siguiente declaración: «Nos tomamos muy en serio nuestro compromiso de ayudar a los ciudadanos estadounidenses en el extranjero. Debido a consideraciones de privacidad, no tenemos más comentarios."
Un funcionario estadounidense dijo a la agencia EFE que estaban siguiendo de cerca la situación y permanecían en comunicación con la familia.Varios en el gobierno estadounidense temían que Hernández y otros estadounidenses estuviesen siendo utilizados como fichas de canje político.
En julio, el presidente estadounidense Joe Biden emitió una orden ejecutiva con el objetivo de disuadir y castigar a los responsables de la detención ilegal de ciudadanos estadounidenses en el extranjero. El Departamento de Estado también emitió un aviso de que los ciudadanos estadounidenses corren el riesgo de ser detenidos ilegalmente en Venezuela.El 4 de octubre de 2022, la Junta de Supervisores de Los Ángeles aprobó por unanimidad una moción en la que se instaba a los congresistas del condado y a la Casa Blanca a conseguir la liberación de Eyvin.
En octubre de 2022, el Departamento de Estado designó a Eyvin como «detenido arbitrariamente» y puso su caso bajo la jurisdicción del Enviado Especial para Asuntos de Rehenes (SPEHA). Eyvin fue liberado el 20 de diciembre de 2023.[cita requerida]